# Skoč
Skoč, skraćeno od Škotski viski (engl. Scotch whisky), jedna od najpoznatiji vrsta viskija s udjelom alkohola između 40 i 95 % te jedan od simbola i glavnih izvoznih proizvoda Škotske. Proizvodi se jedino u malom broju usavršenih destilerija u Škotskoj koje ga proizvode prema strogo nadziranom postupku proizvodnje. Nakon proizvodnje, da bi destilat postao skoč mora odležati tri godine u hrastovim bačvama.
Prvi zapis o proizvodnji (destilaciji) škotskog viskija dao je redovnik John Cor koji je opisao postupak dobivanja aqua vitae, "vode života" u bilješci pod nadnevkom 1. lipnja 1495. godine. Proizvodnja viskija od pšenice i raži industrijalizirana je i komercijalizirana krajem 18. stoljeća.

## Povijest
Prema Scotch Whisky Association, riječ viski dolazi od galskog uisge beatha ili usquebaugh, što znači "voda života". Najraniji podaci o destilaciji u Škotskoj potječuiz 1494. godine, u samostanu Lindores Abbey u samostanu u Fifeu, kao što je dokumentirano u Državnim blagajnama, koje su bile evidencija kraljevskih prihoda i rashoda. Gornji citat bilježi osam boca slada danih fratru Johnu Coru za izradu akvavita (lat. »voda života«, uisge beatha) tijekom prethodne godine. To bi bilo dovoljno za 1500 boca, što sugerira da je destilacija bila dobro uspostavljena krajem 15. stoljeća. Međutim, vjerojatno je da je viski u Škotsku uvezen iz Irske jer postojie dokazi za irski viski koji datira iz 1405. godine, što je gotovo sto godina prije nego što se spominje bilo gdje u kontekstu Škotske. S obzirom na obilje škotskih zapisa tijekom 15. stoljeća i nedostatak spominjanja viskija, pretpostavlja se uveden neposredno prije prvog spominjanja, negdje sredinom do krajem 15. stoljeća iz Irske
Aqua vitae (u obliku vina ili žestica) koristilo se pri izradi baruta za vlaženje kaše šalitre, ugljena i sumpora. Kao piće, škotski viski bio je omiljeno piće škotskog kralja Jakova IV.
Proizvodnja viskija prvi je put oporezivana 1644. godine, što je uzrokovalo porast ilegalne destilacije viskija u zemlji. Između 1760-ih i 1830-ih znatna nelicencirana trgovina potjecala je s škotskog visočja, čineći značajan dio izvozne ekonomije regije. Godine 1782. u Škotskom visočju je zaplijenjeno više od 1000 ilegalnih destilerija: to je mogao biti samo dio onih koji su bili u funkciji. Destilerije iz Škotske nizine, koje nisu imale priliku izbjeći oporezivanje, požalile su se da neoporezivi viskijski viski čini više od polovice tržišta. Teška oporezivanja tijekom napoleonskih ratova donijela su ilegalnoj trgovini veliku prednost, ali njihov se proizvod također smatrao kvalitetnijim, što je donijelo veću cijenu u škotskim Nizinama. To je bilo zbog metode oporezivanja: oporezivan je slad (po stopi koja se znatno popela između 1790-ih i 1822-ih). Ovlašteni destilatori stoga su koristili više sirovog zrna u pokušaju da smanje porezno opterećenje.
Highlandski suci, koji su i sami bili pripadnici zemljoposjedničkih staleža, imali su popustljiv stav prema destilatorima bez dozvole - koji bi svi bili unajmljivači prostora u lokalnom području. Shvatili su da trgovina podržava najamnine. Zatvoreni unajmljivači prostora ne bi mogli plaćati nikakvu stanarinu.
Godine 1823. Parlament je ublažio ograničenja na licencirane destilerije "Zakonom o trošarinama", dok je istovremeno otežao rad ilegalnih mirisa. Magistrati su pronašli savjetnika za Krunu koji se pojavio na njihovim sudovima, pa su prisilili na primjenu maksimalnih kazni, a neki su slučajevi ustupljeni Državnom sudu u Edinburghu zbog strožih kazni. Vlasnici zemljišta u visočju potjerali su unajmljivače sa svojih imanja. Te su promjene pokrenule moderno doba proizvodnje škotskog viskija: godine 1823. plaćen je porez na 2 232 000 galona viskija; 1824. ovo se povećalo na 4 350 000 galona.:119–134
Poljoprivrednik George Smith, koji je radio pod zemljoposjednikom vojvodom od Gordona, prva je osoba u Škotskoj koja je dobila dozvolu za destileriju prema novom Zakonu, osnovavši destileriju Glenlivet 1824. godine, za proizvodnju viskija od slada. Neke od destilerija koje su započele legalno poslovanje u sljedećih nekoliko godina uključuju Bowmore, Strathisla, Balblair i Glenmorangie; svi i danas posluju.
Dva su događaja pomogla povećati popularnost viskija: prvo, uvođenje destilerijskog stupca 1831. godine. Aeneas Coffey patentirao je profinjenu verziju dizajna koji je izvorno stvorio Robert Stein, temeljen na ranim inovacijama Sir Anthonyja Perriera, za novu vrstu destilera koji je proizvodio viski mnogo učinkovitije od tradicionalnih destilera u loncu. Stupac je i dalje omogućavao kontinuiranu destilaciju, bez potrebe za čišćenjem nakon svake serije. Ovaj je postupak proizvodnju učinio pristupačnijim izvođenjem ekvivalenta više koraka destilacije. Nova i dalje dramatično povećana proizvodnja; viski je bio manje intenzivan i uglađen što ga je činilo popularnijim.
Drugo, u Francuskoj je nedostajalo vina, rakije i konjaka, što je bilo značajno do 1880. godine zbog filoksere, parazitskog insekta, koji je uništio mnoge vinske loze; ta je nestašica povećala potražnju za viskijem. Do 1890-ih u Škotskoj se otvorilo gotovo četrdeset novih destilerija. Godine procvata nastavile su se sve dok prvi svjetski rat, a kasnije i velika depresija nisu značajno utjecali na industriju; mnoge su se tvrtke zatvorile i nikad više nisu otvorile.